# يوروليثين

التركيب الكيميائي لليوروليثين أ.

يوروليثينات هي نواتج أيض النبتات الدقيقة لمشتقات حمض الإيلاجيك الغذائية ، مثل الإيلاجيتانين .  يتم إنتاجها في الأمعاء ، وتوجد في البول على شكل يوروليثين بي جلوكورونايد بعد امتصاص الأطعمة التي تحتوي على الإيلاغيتانين ، مثل الرمان .  أثناء التمثيل الغذائي المعوي بواسطة البكتيريا ، يتم تحويل الإيلاجيتانين و Punicalagins إلى يوروليثينات ، والتي لها نشاط بيولوجي غير معروف في الجسم الحي . 
يُظهر إيلاغيتانين توافرًا حيويًا منخفضًا ويتحول في القناة الهضمية إلى حمض الإيلاجيك ومستقلباته الميكروبية.  تم العثور على اليوروليثينات في البلازما في الغالب على شكل جلوكورونيدات بتركيزات منخفضة.  يعتمد إنتاج اليوروليثينات على النمط المعوي للميكروبيوم في الأمعاء . يُظهر الأفراد الذين ينتجون اليوروليثينات وفرة أكبر بكثير من مجموعة المطثية الليفية من شعبة فيرميكيوت من عصوانية أو بريفوتيلا . > 

## الجزيئات المعروفة
- *يوروليثين أ (3،8-Dihydroxyurolithin)
- جلوكورونايد يوروليثين-أ
- يوروليثين ب (3-هيدروكسيوروليثين)
- جلوكورونايد يوروليثين-ب
- يوروليثين د (3،4،8،9-Tetrahydroxyurolithin)

## أنظر أيضا
- إلاجيتانين
- إلاغيتانينات الرمان
- يوروليثين أ